# Cúp bóng đá Macedonia 2000–01
Cúp bóng đá Macedonia 2000–01 là mùa giải thứ 9 của giải đấu bóng đá loại trực tiếp ở Cộng hòa Macedonia. FK Sloga Jugomagnat là đương kim vô địch, giành chức vô địch thứ 2 sau khi 5 lần liên tiếp vào chung kết. Đội vô địch mùa giải 2000–01 là FK Pelister, đánh bại đương kim vô địch để lần đầu tiên đoạt cúp sau khi chỉ đoạt vị trí á quân trong 2 mùa giải 1992–93 & 1993–94.

## Lịch thi đấu

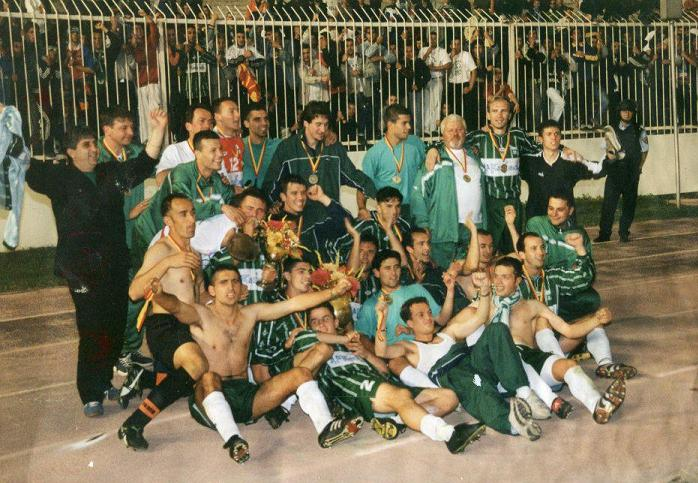
Pelister – đội vô địch năm 2001

| Vòng      | Ngày thi đấu                       | Số trận | Câu lạc bộ |
| --------- | ---------------------------------- | ------- | ---------- |
| Vòng Một  | 13 tháng 8 năm 2000                | 16      | 32 → 16    |
| Vòng Hai  | 8 và 29 tháng 11 năm 2000          | 16      | 16 → 8     |
| Tứ kết    | 25 tháng Hai và 4 tháng 4 năm 2001 | 8       | 8 → 4      |
| Bán kết   | 17 tháng Tư và 9 tháng 5 năm 2001  | 4       | 4 → 2      |
| Chung kết | 24 tháng 5 năm 2001                | 1       | 2 → 1      |

## Vòng Một
Các trận đấu diễn ra vào ngày 13 tháng 8 năm 2000.
| Đội 1             | Tỉ số           | Đội 2                      |
| ----------------- | --------------- | -------------------------- |
| Vardar            | 2–1 *           | Makedonija                 |
| Sasa              | 1–1 (3–5 ph.đ.) | Pelister                   |
| Tikveš            | 0–5             | Napredok                   |
| Sileks            | 2–1             | Osogovo                    |
| Prespa            | 2–5             | Sloga Jugomagnat           |
| Bregalnica Štip   | 3–0             | 11 Oktomvri                |
| Shkëndija HB      | 1–0             | Novaci                     |
| Karaorman         | 3–0             | Mesna Industrija Ovče Pole |
| Ohrid Super bingo | 0–1             | Cementarnica               |
| Bitola            | 2–2 (6–7 ph.đ.) | Bashkimi                   |
| Kožuf             | 0–1             | Madžari Solidarnost        |
| Sloga Vinica      | 3–4             | Alumina                    |
| Polet             | 0–14            | Belasica                   |
| Metalurg          | 0–3 (f)         | Borec MHK                  |
| Pobeda            | 14–0 **         | Arsimi                     |
| Kumanovo          | 1–2 ***         | Rabotnički Kometal         |

* Trận đấu diễn ra vào ngày 12 tháng Tám.
** Trận đấu diễn ra vào ngày 14 tháng Tám.
*** Trận đấu diễn ra vào ngày 20 tháng Chín.
Nguồn: Dnevnik.mk Lưu trữ ngày 4 tháng 3 năm 2016 tại Wayback Machine

## Vòng Hai
Các trận lượt đi diễn ra vào ngày 8 tháng Mười Một và lượt về vào ngày 29 tháng 11 năm 2000.
| Đội 1              | TTS             | Đội 2               | Lượt đi | Lượt về    |
| ------------------ | --------------- | ------------------- | ------- | ---------- |
| Sloga Jugomagnat   | 2–1             | Pobeda              | 2–0     | 0–1        |
| Pelister           | 5–5 (a)         | Sileks              | 2–0     | 3–5        |
| Rabotnički Kometal | 3–3 (1–3 ph.đ.) | Shkëndija HB        | 2–1     | 1–2 (h.p.) |
| Belasica           | 7–1             | Bregalnica Štip     | 6–0     | 1–1        |
| Karaorman          | 4–4 (a)         | Borec MHK           | 3–0     | 1–4        |
| Vardar             | 7–1             | Napredok            | 5–1     | 2–0        |
| Alumina            | 2–4             | Bashkimi            | 1–0     | 1–4        |
| Cementarnica       | 8–0             | Madžari Solidarnost | 2–0     | 6–0        |

## Tứ kết
Các trận lượt đi diễn ra vào ngày 25 tháng Hai và lượt về vào ngày 4 tháng 4 năm 2001.
| Đội 1        | TTS     | Đội 2            | Lượt đi | Lượt về |
| ------------ | ------- | ---------------- | ------- | ------- |
| Pelister     | 4–4 (a) | Vardar           | 2–1     | 2–3     |
| Belasica     | 1–2     | Sloga Jugomagnat | 0–1     | 1–1     |
| Karaorman    | 3–1     | Cementarnica     | 0–0     | 3–1     |
| Shkëndija HB | 4–1     | Bashkimi         | 2–0     | 2–1     |

## Bán kết
Các trận lượt đi diễn ra vào ngày 17 tháng 4 năm 2001. Các trận lượt về dự định diễn ra ngày 3 tháng 5 năm 2001, nhưng bị hoãn tới ngày 9 tháng 5 năm 2001, vì tình hình ở biên giới với Nam Tư.
| Đội 1        | TTS | Đội 2            | Lượt đi | Lượt về |
| ------------ | --- | ---------------- | ------- | ------- |
| Shkëndija HB | 0–6 | Sloga Jugomagnat | 0–1     | 0–5     |
| Pelister     | 4–3 | Karaorman        | 1–2     | 3–1     |

### Lượt đi
| Shkëndija HB | 0–1      | Sloga Jugomagnat |
| ------------ | -------- | ---------------- |
|              | Chi tiết | Zdravevski 39'   |

| Pelister     | 1–2      | Karaorman         |
| ------------ | -------- | ----------------- |
| Micevski 75' | Chi tiết | Nichevski 3', 30' |

### Lượt về
| Sloga Jugomagnat                                            | 5–0      | Shkëndija HB |
| ----------------------------------------------------------- | -------- | ------------ |
| Nuhiji 12' · Arif 67' · Stankovski 20', 78' · Presilski 35' | Chi tiết |              |

Sloga Jugomagnat won 6–0 sau 2 lượt trận.
| Karaorman              | 1−3      | Pelister                                     |
| ---------------------- | -------- | -------------------------------------------- |
| Cvetanoski 80' (ph.đ.) | Chi tiết | Dimitrovski 55' · Dimov 85' · Stojkovski 90' |

Pelister thắng 4–3 sau 2 lượt trận.

## Chung kết
| Sloga Jugomagnat | 1–2      | Pelister                      |
| ---------------- | -------- | ----------------------------- |
| Nuhiji 24'       | Chi tiết | Micevski 14' · Stojkovski 36' |